# Guillaume Tell (film, 1903)
Pour les articles homonymes, voir Guillaume Tell (homonymie).
Pour plus de détails, voir Fiche technique et Distribution.
Guillaume Tell est un film muet français en cinq tableaux, mis en scène par Lucien Nonguet, produit par Pathé Frères et sorti en 1903. Ce film est une réduction à six minutes (145 mètres), dans le goût de l'époque, de la pièce homonyme de Friedrich Schiller.

## Découpage
Le film est découpé en cinq tableaux:
- Héroïsme de Guillaume Tell.
- La Conjuration.
- La Pomme.
- Mort de Gessler.
- La Suisse acclame son libérateur.

## Argumentaire commercial
Selon le catalogue Pathé: 

« Cette légende aussi populaire qu’intéressante, se déroule au milieu de la vie champêtre des populations montagnardes. Le cadre si pittoresque et si grandiose des sites de la Suisse nous a permis d’utiliser les ressources dues à l’agencement tout particulier de notre théâtre. Nos décorateurs ont pu donner libre cours à leur imagination en brossant des décors merveilleux qui viennent compléter l'œuvre en lui donnant un cachet tout à fait artistique. »

## Fiche technique
- Mise en scène : Lucien Nonguet.
- Décors : Vincent Lorant-Heilbronn.
- Colorisation au pochoir : atelier de Segundo de Chomón à Barcelone[3].

## Distribution
- Edmond Boutillon (Gessler).